# Rio Chepo
O Rio Chepo é um rio centro-americano que banha o Panamá.